# Felipe Solís Castillo
Felipe G. Solís Castillo fue un hacendado henequenero, comerciante y político mexicano, nacido y fallecido en Mérida, Yucatán. Fue gobernador interino del estado de Yucatán en 1913 durante el gobierno espurio de Victoriano Huerta, después de la Decena trágica, cuando fueron depuestos y asesinados Francisco I. Madero y José María Pino Suárez, presidente y vicepresidente de México, respectivamente.

## Datos históricos
Se dedicó a la agricultura dentro de la actividad henequenera desde su juventud. El 30 de junio de 1913, Felipe G. Solís fue designado por el Congreso de Yucatán gobernador interino del estado para sustituir  al gobernador interino Arcadio Escobedo a quien se había concedido licencia indefinida. El encargo duró unos cuantos días ya que Victoriano Huerta se encargó de modificar la designación y poner en el lugar de Solís Castillo a Eugenio Rascón.
Tras su breve mandato, Solís Castillo continuó con sus tareas personales en la actividad henequenera.